# Filonek Bezogonek

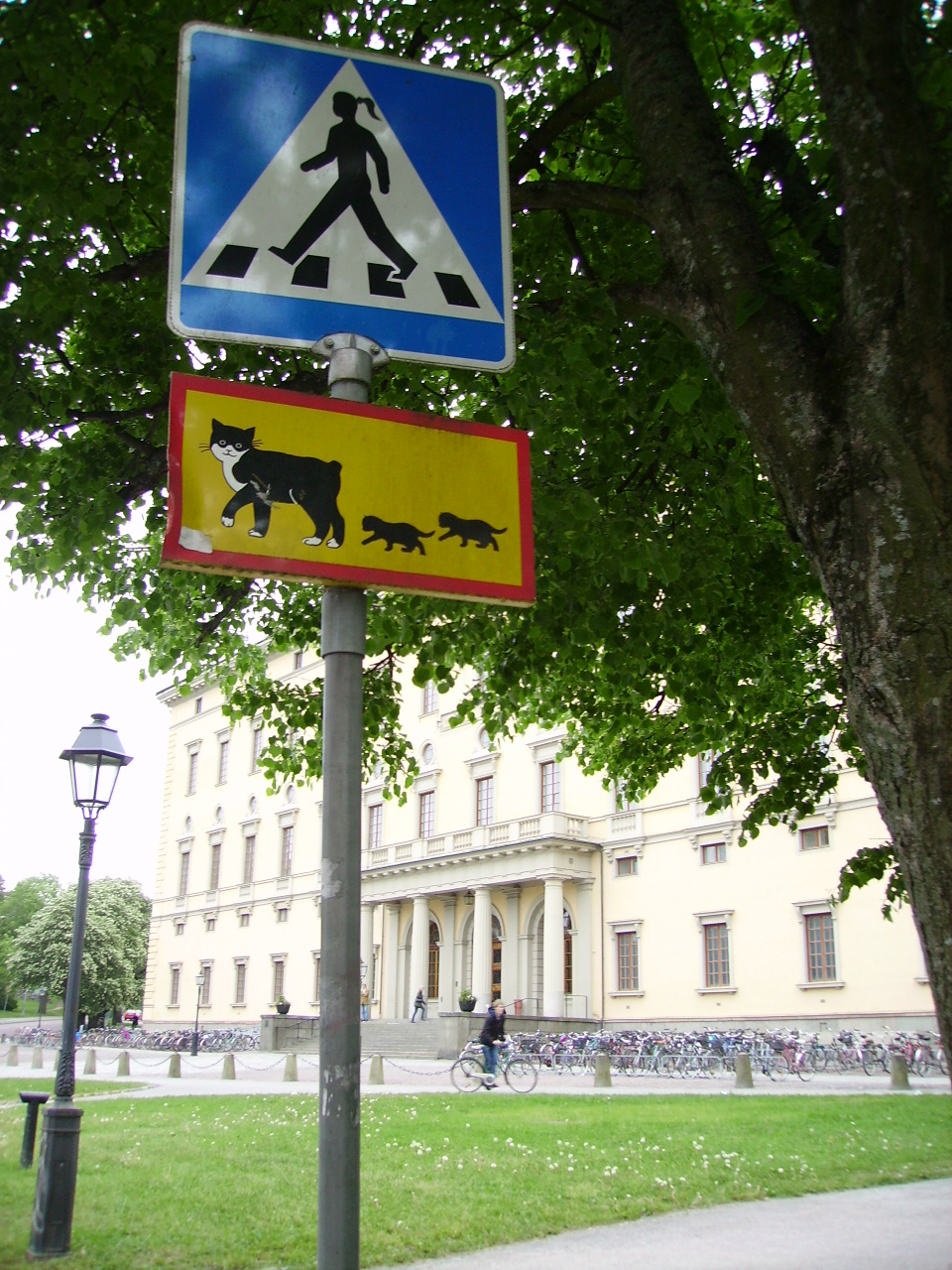
Znak drogowy z oznaczeniem szlaku wycieczkowego śladami Filonka przy bibliotece Uniwersytetu w Uppsali

Filonek Bezogonek (szw. Pelle Svanslös) – postać z książek dla dzieci, mały kotek bez ogona, który wraz z kilkoma innymi kotkami mieszka i przeżywa różne przygody w małych zaułkach położonych niedaleko głównego gmachu biblioteki Uniwersytetu w Uppsali. Jest on bohaterem serii książek szwedzkiego autora Gösty Knutssona, w skład której wchodzą między innymi (wydane w Polsce):
1. Przygody Filonka Bezogonka
2. Nowe przygody Filonka Bezogonka
3. Jak się powiedzie Filonkowi?
4. Naprzód Filonku!
5. Filonek ma trojaczki
6. Nie ma to jak Filonek!
7. Filonek Bezogonek i Maja Śmietanka
8. Filonek Bezogonek i Jamnik Janik
9. Filonek Bezogonek w szkole

Dwie pierwsze książki są lekturą dla klasy drugiej szkoły podstawowej.
Filonek to częściowo alter ego autora, podczas gdy kotka Maja Śmietanka, w której Filonek podkochuje się, jest wzorowana na jego żonie Ernie. Również i inne kotki są wzorowane na rzeczywistych postaciach w otoczeniu autora.
Każdego lata są w Uppsali organizowane spacery z przewodnikami dla małych dzieci śladami przygód Filonka i jego przyjaciół.